# Swadeshlista
En swadeshlista är en lista som används för att jämföra basorden i olika språk med varandra. Den togs fram av den amerikanske lingvisten Morris Swadesh.

## Swadeshlistan
1. jag
2. du
3. vi
4. detta
5. den där
6. vem
7. vad
8. inte
9. alla
10. många
11. en
12. två
13. stor
14. lång
15. liten
16. kvinna
17. man
18. person
19. fisk
20. fågel
21. hund
22. lus
23. träd
24. frö
25. löv
26. rot
27. bark
28. skinn
29. kött
30. blod
31. ben (skelett)
32. fett (organisk substans)
33. ägg
34. horn
35. svans
36. fjäder
37. hår
38. huvud
39. öra
40. öga
41. näsa
42. mun
43. tand
44. tunga
45. klo
46. fot
47. knä
48. hand
49. mage
50. nacke
51. bröst (som i kvinnobröst)
52. hjärta
53. lever
54. dricka (verb)
55. äta (verb)
56. bita (verb)
57. se (verb)
58. höra (verb)
59. veta
60. sova (verb)
61. dö (verb)
62. döda (verb)
63. simma (verb)
64. flyga (verb)
65. gå (verb)
66. komma (verb)
67. ligga (verb)
68. sitta (verb)
69. stå (verb)
70. ge (verb)
71. säga (verb)
72. sol
73. måne
74. stjärna
75. vatten
76. regn
77. sten
78. sand
79. jord
80. moln
81. rök
82. eld
83. aska
84. bränna (verb)
85. stig
86. berg
87. röd (färg)
88. grön (färg)
89. gul (färg)
90. vit (färg)
91. svart (färg)
92. natt
93. varm
94. kall
95. fullt
96. ny
97. god (bra)
98. rund
99. torr
100. namn